# بیشتر بخواه
«بیشتر بخواه» (انگلیسی: Ask for More) آهنگی است که توسط جنت جکسون به‌عنوان بخشی از کمپین تبلیغاتی شرکت نوشابه پپسی در سال ۱۹۹۹ اجرا شد.
نسخه‌های جایگزین کمپین تبلیغاتی با ریکی مارتین و آرون کووک در بازارهای بین‌المللی منتشر شد.